# Нгени, Джозеф
Джозеф Нгени Кипротич — кенийский легкоатлет, бегун на длинные дистанции.
Профессиональную карьеру начал в 2003 году, когда занял 3-е место на полумарафоне в Удине и 3-е место на полумарафоне в Ареццо. В 2006 году занял 3-е место на Пражском марафоне с результатом 2:13.57. Самое крупное достижение в карьере, это победа на самом высокооплачиваемом марафоне в мире — Дубайском марафоне с результатом 2:13.02. Среди других достижений можно выделить 3-е место на Эйндховенском марафоне в 2007, 2008 и 2009 годах, 3-е место на Римском марафоне 2009 года с результатом 2:08.41.